# Погорельский, Иван Васильевич
Иван Васильевич Погорельский (14 [27] января 1910, Лепсинск — 20 августа 2001, Пушкин) — советский и российский историк.

## Биография
Окончил исторический факультет ЛГУ. Работал в Военно-дипломатической академии в Москве, Военно-морском училище в Гатчине. После увольнения в запас в звании полковника преподавал на историческом факультете ЛГУ, был профессором кафедры истории КПСС.
Доктор исторических наук (1973; диссертация «История Хивинской революции и Хорезмской Народной Советской Республики (1900—1924 гг.)»).
Награждён Орденом Красной Звезды и медалями.

## Основные труды
- Очерки экономической и политической истории Хивинского ханства конца XIX и начала XX вв. (1873—1917 гг.). — Л. : Изд-во Ленингр. ун-та, 1968. — 148 с.
- История Хивинской революции и Хорезмской Народной Советской Республики, 1917—1924 гг. — Л. : Изд-во ЛГУ, 1984. — 228 с. (Текст Архивная копия от 16 июля 2017 на Wayback Machine)
- Погорельские : Краткая семейная хроника. — СПб. : Нестор, 2000. — 11 с.